# Freyburg
Freyburg es una ciudad del distrito de Burgenland, en Sajonia-Anhalt, Alemania. Se sitúa junto al río Unstrut, a 9 km al noroeste de Naumburgo, a 63 km desde Leipzig y 231 km desde Berlín. Es parte del Verbandsgemeinde (mancomunidad) Unstruttal.
La ciudad es un destino turístico, conocida por sus viñas, el centro histórico de la ciudad y por el magnífico castillo del siglo XI y la relación con Friedrich Ludwig Jahn (fundador de la gimnasia moderna). Es una de las ciudades más prósperas de la región.

## Historia

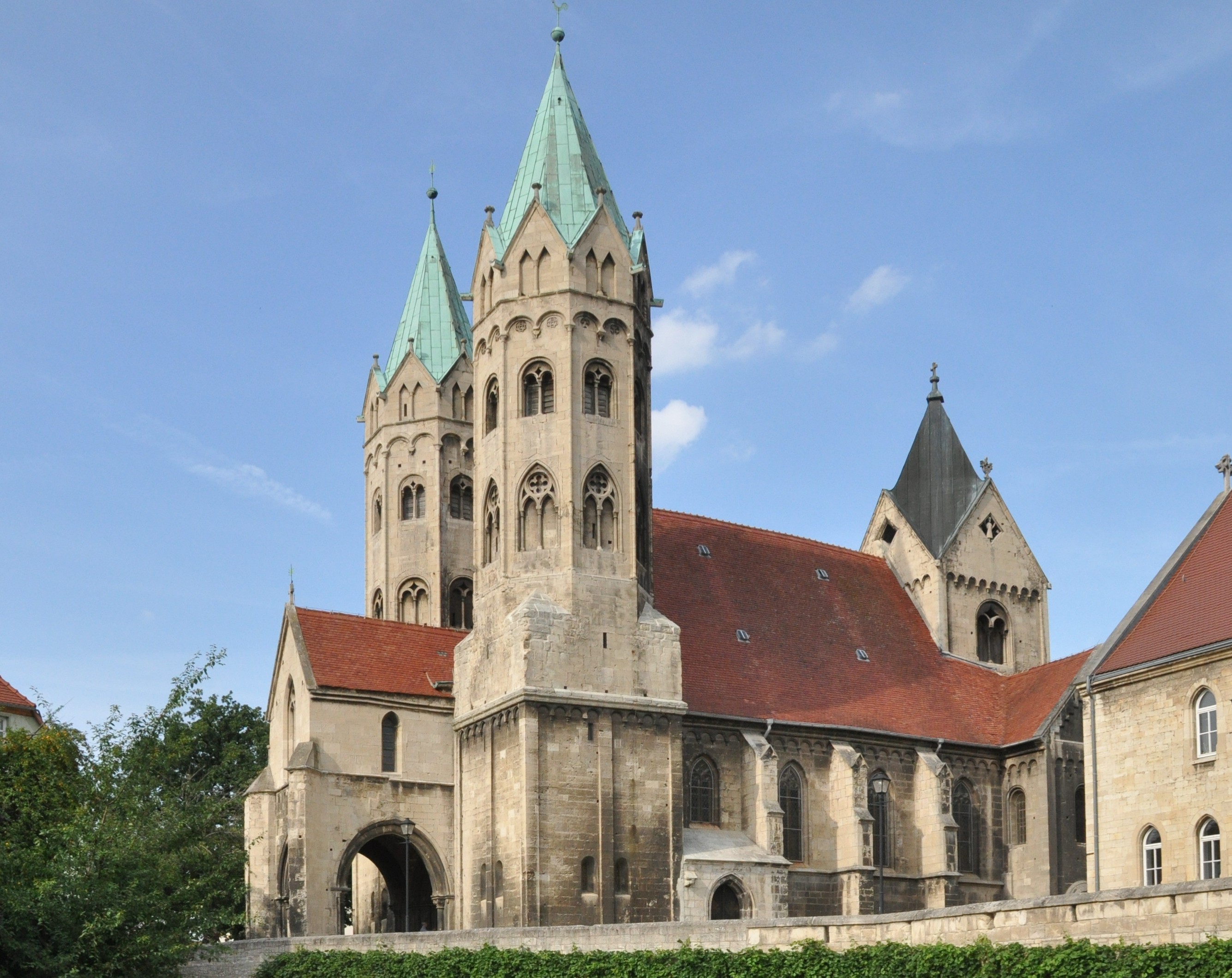
Iglesia evangélica de Santa María

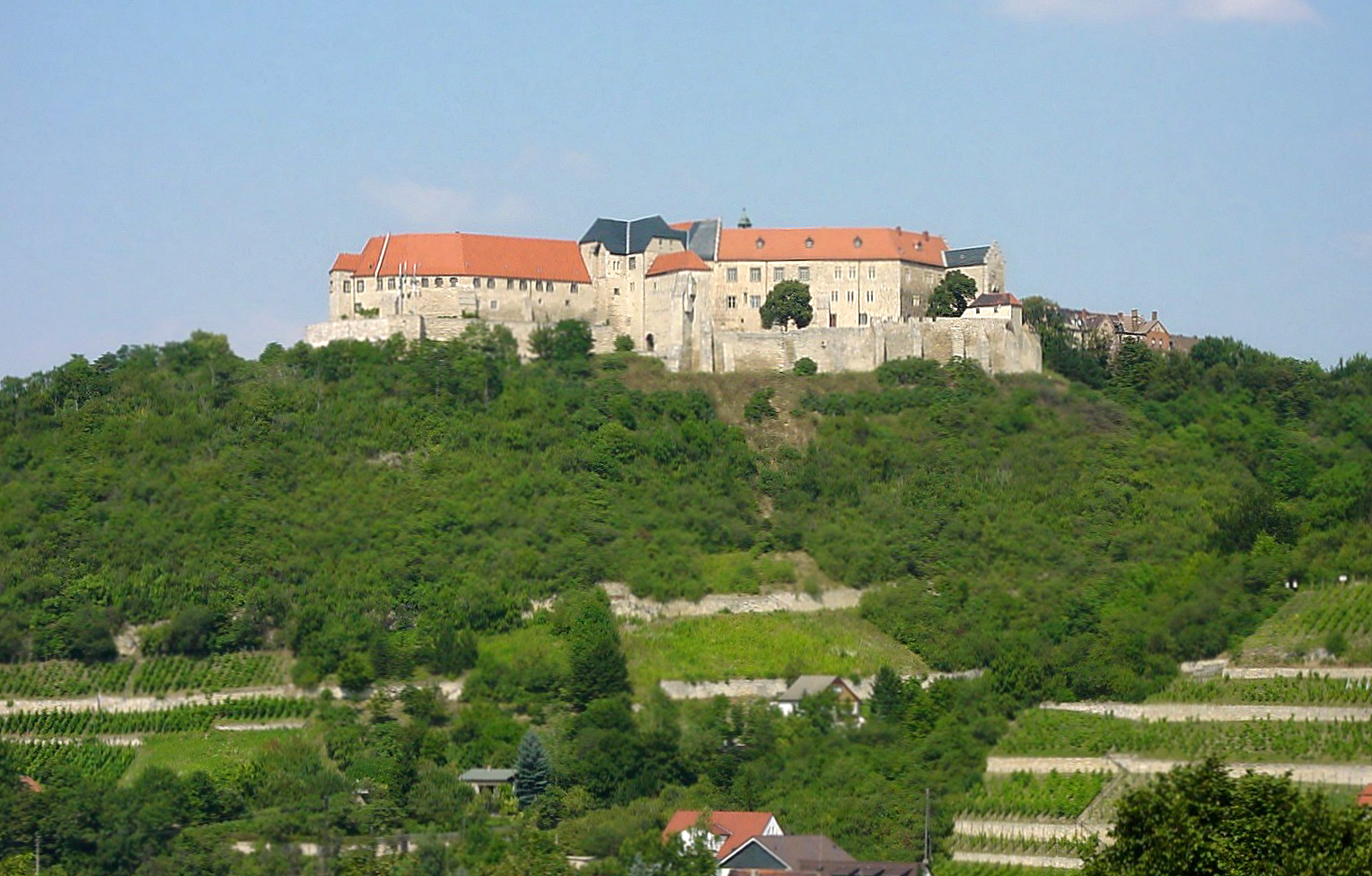
Castillo de Neuenburg

La historia de la ciudad está conectada inextricablemente con el castillo de Neuenburg. Fue construido alrededor de 1090 por el conde turingio Ludwig der Springer, ya que de esta forma se aseguraba su territorio por el este, como ya hacía por el oeste con el castillo de Wartburg, que había construido con anterioridad sobre una colina, al pie de la cual está hoy la ciudad de Eisenach. El castillo de Neuenburg es cinco veces más grande que el Wartburg y su nombre deriva de neue Burg (castillo nuevo), en tanto que el castillo viejo, el Wartburg, es uno de los castillos germanos más relevantes debido a sus relaciones con Martín Lutero y Johann Wolfgang von Goethe, y su papel en el origen de la bandera alemana moderna.
El Neuenburg se ubica sobre una elevación al oeste del emplazamiento actual de la ciudad de Freyburg y es una amplia construcción románica con una torre alta y no habitada (un Bergfried). Freyburg, que formaba parte de los territorios pertenecientes al landgraviato de Turingia, aparece mencionada por primera vez en un documento en 1203 y en 1261 adquiere el estatus de ciudad. En 1485, como resultado de la división de Leipzig, la ciudad pasó a integrar, junto con el Amt Freyburg, el ducado albertino de Sajonia (a partir de 1547 Kurfürstentum y en 1806, reino), integrando allí el Círculo de Turingia. Esta afiliación se mantuvo hasta 1815. Entre 1601 y 1602 Freyburg fue escenario de la caza de brujas y se desarrolló allí un proceso contra Gertraut Meissner.
A consecuencia de las resoluciones del Congreso de Viena, la ciudad y el Amt Freyburg, en conjunto con la porción más importante del Círculo de Turingia, pasaron al Reino de Prusia. Allí se subordinaron en 1816 al Círculo de Querfurt (Landgrave) en el Regierungsbezirk de Merseburg, Provincia de Sajonia, división administrativa a la que pertenecieron estas localidades hasta 1944.
Entre 1825-1852, Freyburg sirvió de hogar para el educador de gimnasia del siglo XVIII Friedrich Ludwig Jahn, que se encontraba exiliado. Se le considera como el fundador de la gimnasia moderna y construyó el primer gimnasio del mundo en Freyburg. Fue enterrado en Freyburg, convirtiéndose en un lugar de peregrinaje para gimnastas, como el campeón olímpico Klaus Köste y la campeona mundial Erika Zuchold.
Freyburg posee una tradición de vinicultura con 1000 años de historia; desde 1999 lleva además el sello de Staatlich anerkannter Erholungsort (un lugar de descanso y recuperación con reconocimiento estatal) y puede llamarse oficialmente Jahn- und Weinstadt («Ciudad de Jahn y del vino»), dado que Friedrich Ludwig Jahn, el «padre de la gimnasia», murió en Freyburg.

## Política

### Concejo municipal
La elección municipal del 7 de junio de 2009, con una participación del 41,4 %, arrojó los siguientes resultados para la composición del Concejo municipal (ayuntamiento):
| Partido / Lista                 | Porcentaje de votos | Escaños |
| Unión Demócrata Cristiana (CDU) | 18,3 %              | 4       |
| FDP                             | 3,1 %               | 1       |
| Grupos independientes           | 78,6 %              | 15      |

## Vino
Freyburg es la región productora de vino más septentrional de Alemania y Europa y organiza un festival de vino denominado «Winterfest» todos los años durante el mes de septiembre. Es una de las regiones vinícolas más antiguas de Europa: la región de Freyburg tiene más de mil años de historia productora de vino documentada.
A pesar de tener apenas 700 hectáreas de viñedos cultivadas, la ciudad es la sede de una de las compañías de vino más grandes del mundoː Rotkäppchen-Mumm. Fue fundaba en 1856, y en 2010, recababa casi la mitad del mercado de vino espumoso en Alemania con una facturación de más de 1000 millones de dólares (780 millones de euros).
La razón por la cual Freyburg es capaz de producir vino comercialmente —mientras que otras regiones de latitudes similares en Europa no pueden— es que está situada en un recodo del río Unstrut, de modo que este fluye allí esencialmente de este a oeste y da forma a un valle de corte profundo. Esta situación geomorfológica produce laderas protegidas y soleadas de orientación sur y un microclima que la hacen significativamente más cálida que Berlín y Leipzig, lo que, unido a la alta concentración de calcio en la tierra, ofrece condiciones ideales para la vinicultura. 
El río Unstrut que lo atraviesa es el hábitat de truchas, carpas y castores. En los cerros que rodean la ciudad, hay ciervos, jabalíes, faisanes y zorros. Hay muchas granjas esparcidas alrededor de la región, ofreciendo una gama amplia de producción fresca y orgánica.

## Tránsito y transporte

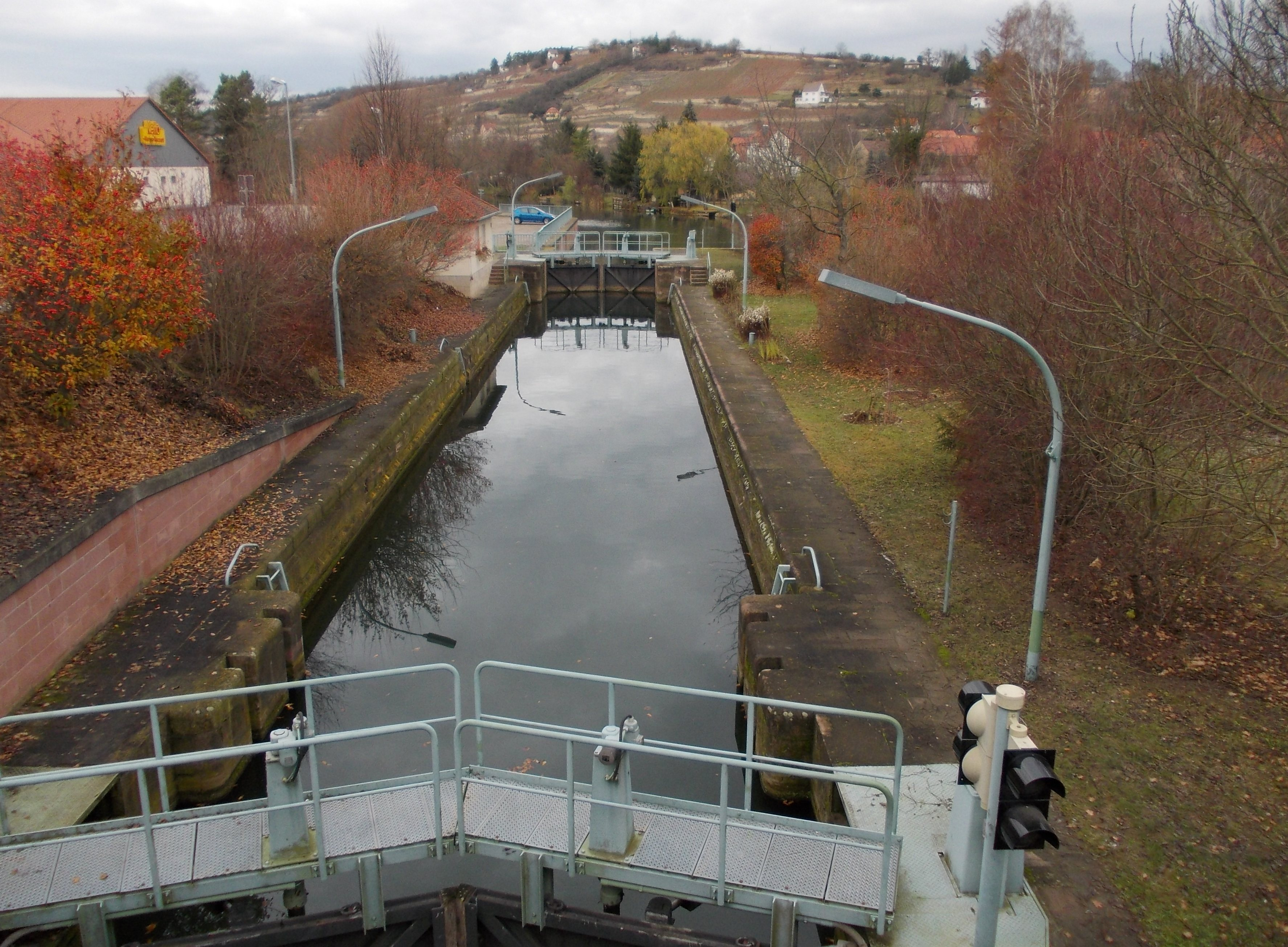
Esclusa en el Unstrut

La ciudad de Freyburg está enlazada con dos carreteras federales (Bundesstraße N° 180 y N° 176. Las salidas de autopista (Autobahn) más próximas son Merseburg Süd, en la autopista A 38, a 19 km de distancia y Naumburgo, en la A 9, a 22 km de distancia.
La estación de trenes de Freyburg está en el tramo de ferrocarril Naumburgo–Reinsdorf (Unstrutbahn), una línea operada por la empresa Burgenlandbahn de Sajonia-Anhalt. Hay trenes directos hacia Nebra, Naumburgo y Zeitz.
Por esta ciudad transcurren rutas de interés turístico, deportivo y religioso: la Ruta del Románico, la ruta de ciclismo del Unstrut (de 176 kilómetros) y la ruta ecuménica de peregrinaje que va de Görlitz a Vacha.
Frente a Freyburg hay una esclusa en el río que posibilita sortear la presa del Unstrut. La empresa de navegación Unstrut SchiffahrtsGmbH opera en los meses de primavera y verano el tramo entre Naumburgo y Freyburg.

## Personalidades destacadas

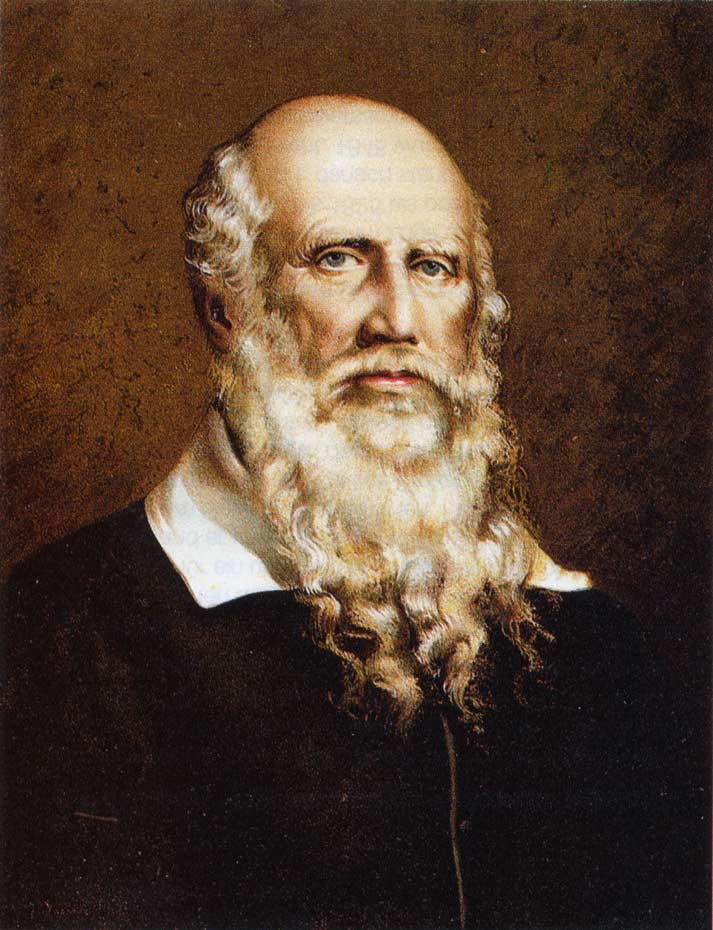
Friedrich Ludwig Jahn

### Hijos e hijas ilustres de la ciudad
- Robert Hermann Schomburgk (1804-1865), investigador en ciencias naturales.
- Moritz Richard Schomburgk (1811-1891), botánico y explorador.
- Felix Hoppe-Seyler (1825-1895), químico y fisiólogo.
- Ernst Neufert (1900-1986), arquitecto y escritor.
- Walter Weiße (* 1923), pintor y pedagogo del arte.
- Hans-Joachim Lauck (* 1937), ministro de la RDA

### Personalidades que realizaron su obra en Freyburg
- Friedrich Ludwig Jahn, (1778-1852), Turnvater Jahn
- Ferdinand Goetz, (1826-1915), Ciudadano Ilustre de Freyburg